# Wilgengalboorvlieg
De wilgengalboorvlieg (Euphranta toxoneura) is een vliegensoort uit de familie van de boorvliegen (Tephritidae). De wetenschappelijke naam van de soort is voor het eerst geldig gepubliceerd in 1846 door Loew.